# Amalienborg
Amalienborg est la résidence d'hiver de la famille royale danoise située à Copenhague, au Danemark. Elle se compose de quatre palais aux façades néo-classiques identiques et aux intérieurs de style rococo. Les palais entourent une place octogonale au centre de laquelle se trouve une statue équestre monumentale du fondateur d'Amalienborg, le roi Frédéric V de Danemark.

## Histoire

### Premiers palais
Depuis le XVIIe siècle, différents palais ont existé à l'emplacement du palais d'Amalienborg actuel.

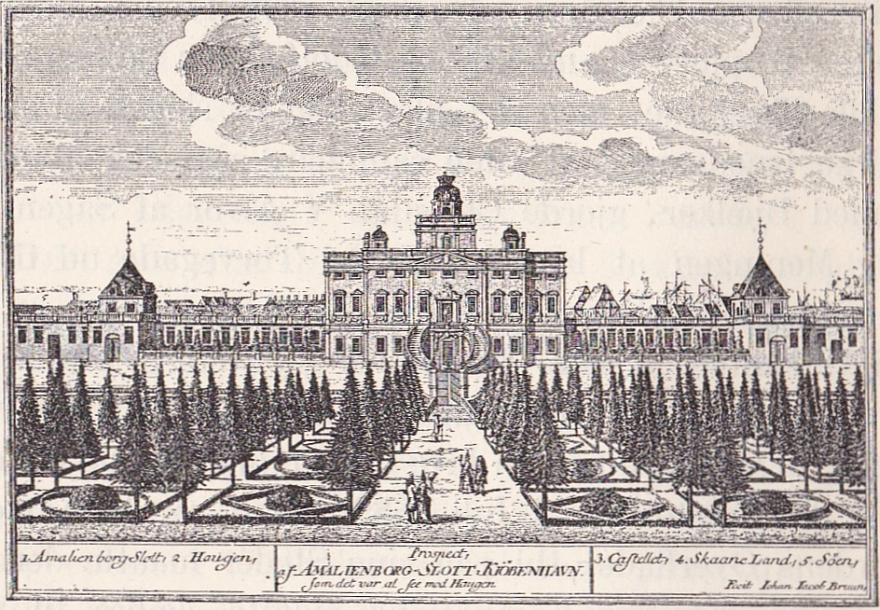
Sophie Amalienborg (gravure du XVIIIe siècle).

Le premier palais, appelé Sophie Amalienborg (en), est construit entre 1669 et 1673 pour la reine Sophie Amalie et son époux le roi Frederik III (décédé en 1670), sur une partie du terrain acquise par le roi Christian IV à l'extérieur de la vieille ville fortifiée de Copenhague, au début du XVIIe siècle. La reine douairière y habite jusqu'à sa mort le 20 février 1685. Ce palais comprend un jardin qui remplace le « Jardin de la reine » détruit pendant le siège de la Suède (en) en 1659. Le 15 avril 1689, le roi Christian V, fils de Sophie Amalie, y célèbre son quarante-quatrième anniversaire avec un opéra allemand. À la suite du grand succès de la représentation, elle est répétée le 19 avril 1689. Lors de cette seconde représentation, un décor prend feu : le théâtre et le palais sont complètement détruits et environ 180 personnes meurent.
Le deuxième palais d'Amalienborg est construit au début du règne de Frédéric IV. Ce nouveau palais est composé d'un pavillon d'été, d'un pavillon central avec des orangeries et d'arcades de part et d'autre du pavillon. Les bâtiments sont entourés par, d'en côté, un jardin à la française, et de l'autre, des terrains d'exercices militaires.

### Développement de Frederiksstaden par Frederik V
En 1748, le roi Frederik V lance le développement du quartier Frederiksstaden pour célébrer le tricentenaire de l'ascension de la famille Oldenburg sur le trône du Danemark et le tricentenaire du couronnement de Christian Ier de Danemark. Il nomme le diplomate danois Adam Gottlob Moltke comme chef du projet et Nicolai Eigtved comme architecte. Amalienborg est la pièce maitresse de ce projet : un ensemble de quatre hôtels particuliers identiques conçus pour accueillir des familles nobles autour d'une place octogonale.

### Résidence royale
Après l'incendie du palais de Christiansborg du 26 février 1794, la famille royale danoise acquiert les palais Moltke, à l'usage du roi, et Schack, pour le prince héritier,. Une colonnade, conçue par l'architecte royal Caspar Frederik Harsdorff (en), est ajoutée pour relier ces deux palais.
Depuis 1794, Amalienborg est une résidence royale dans laquelle différents membres de la famille royale danoise se succèdent. Les quatre rois du Danemark Christian VII, Christian VIII, Frederik VIII et Christian IX, ont donné leur nom aux quatre palais.

## Les quatre palais

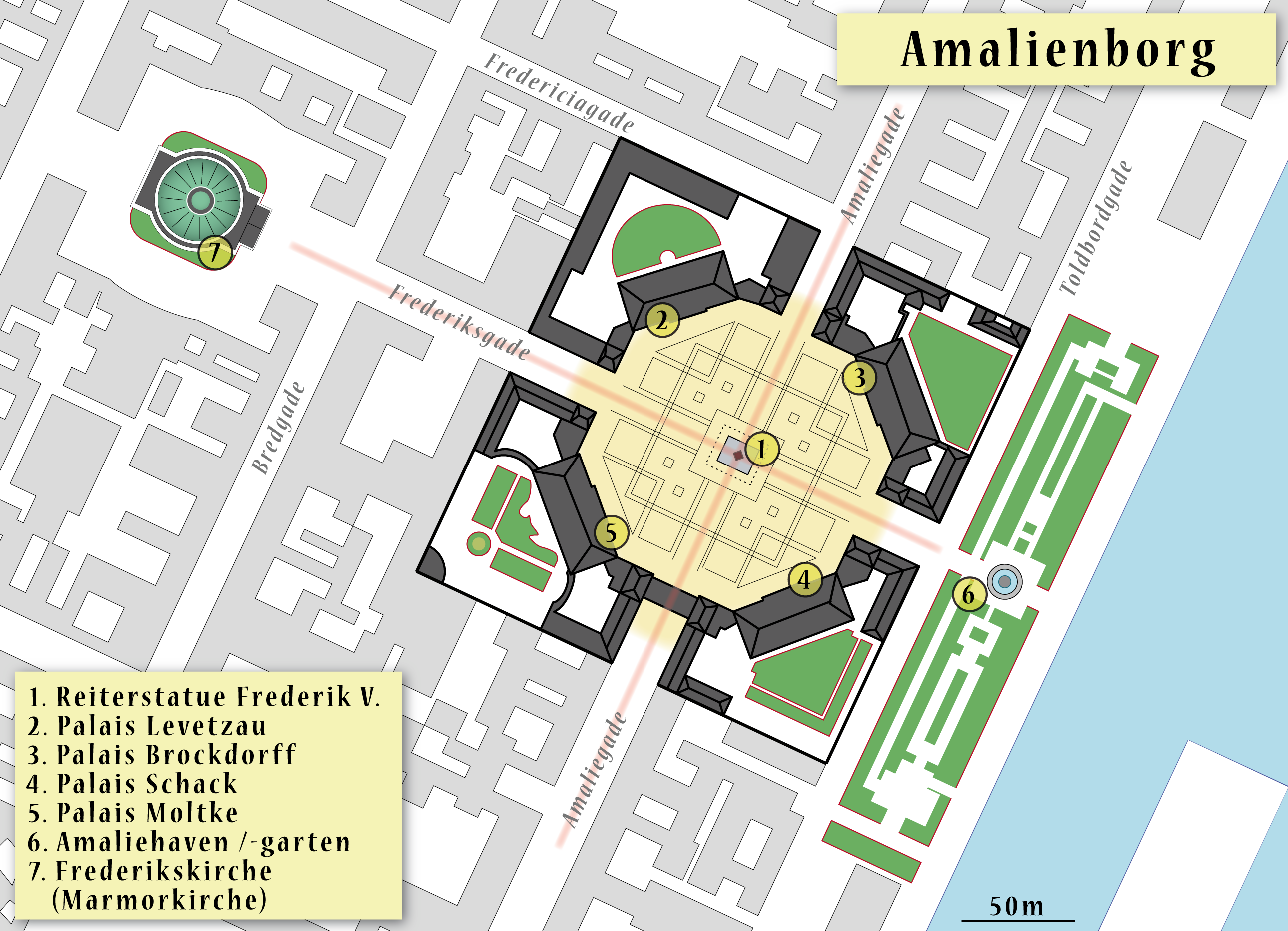
Plan d'Amalienborg.

Selon les plans d'Eigtved, les quatre palais entourant la place sont conçus comme des hôtels particuliers pour des familles issues de la noblesse. Leurs extérieurs sont identiques, mais les intérieurs diffèrent. Les terrains sont mis à disposition des aristocrates gratuitement et ceux-ci sont exonérés d'impôts et de taxes à condition de respecter les spécifications architecturales de Frederiksstaden ainsi que les délais de construction.
La construction des deux palais du côté ouest de la place débute en 1750. À la mort d'Eigtved en 1754, seuls ces deux premiers palais sont achevés. Le travail sur les autres palais est poursuivi par le collègue et rival d'Eigtved, Lauritz de Thurah, strictement selon les plans d'Eigtved. Les quatre palais sont achevés en 1760 (palais Christian VII, à l'origine connu sous le nom de palais de Moltke ; palais Christian VIII, à l'origine connu sous le nom de palais de Levetzau ; palais Frédéric VIII, à l'origine connu sous le nom de palais de Brockdorff ; palais Christian IX, à l'origine connu sous le nom de palais Schack).
Actuellement, seuls les palais Christian VII et Christian VIII sont ouverts au public.

### Palais Christian VII

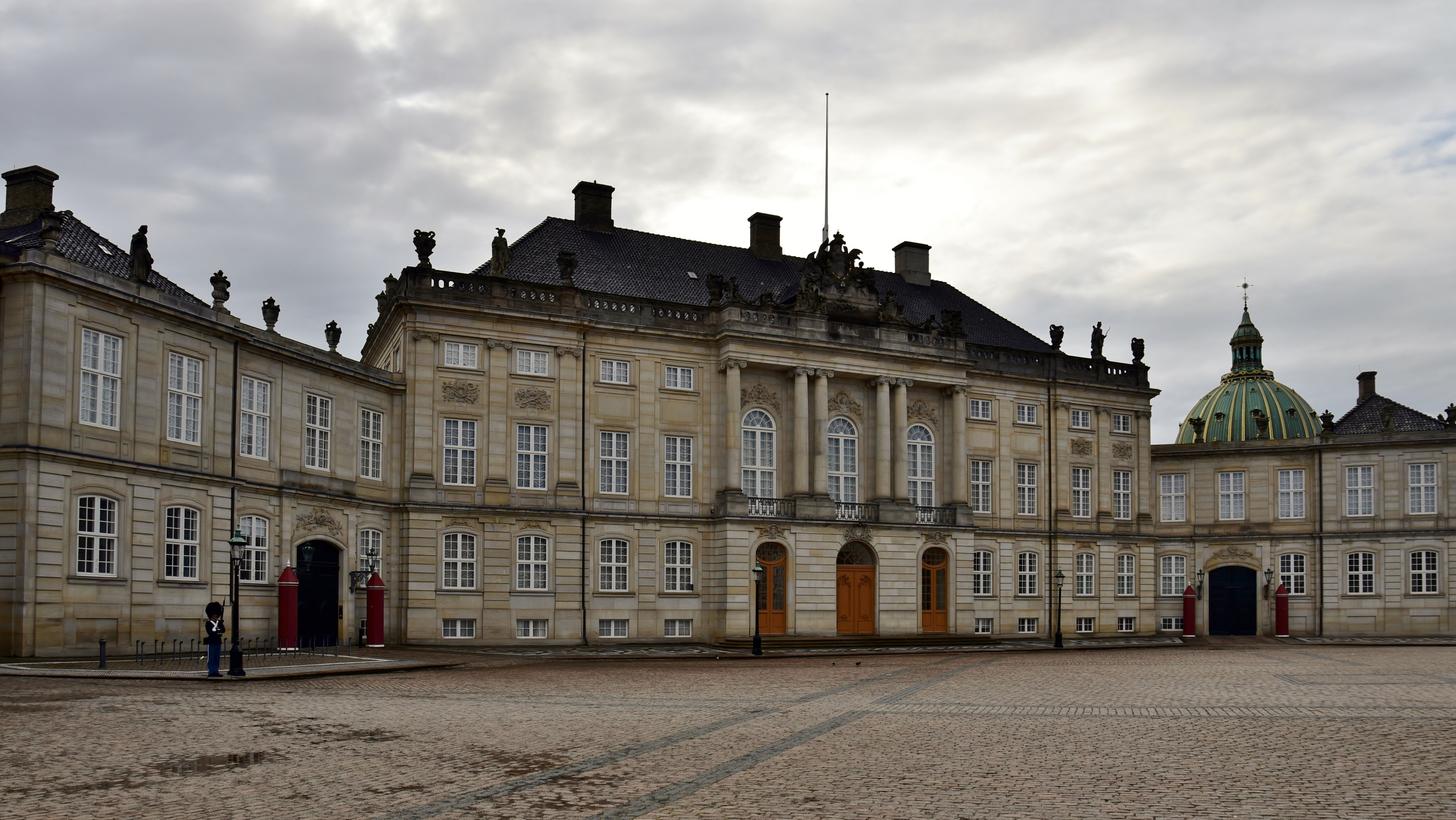
Palais Christian VII.

Le palais Christian VII, aussi connu sous le nom de palais Moltke, est situé au sud-ouest de la place et est initialement construit pour le Grand Maréchal de la Cour Adam Gottlob Moltke. Parmi les quatre palais, c'est celui dont la construction coûte le plus cher et dont les intérieurs sont les plus extravagants. Dans sa grande salle, on trouve des boiseries de Louis August le Clerc, des peintures de François Boucher et du stuc de Giovanni Battista Fossati. Le manoir ouvre officiellement ses portes le 30 mars 1754, jour du trentième anniversaire du roi.
En 1794, après l'incendie du palais de Christiansborg, le roi Christian VII achète le palais et le fait modifier pour en faire une résidence royale. Après la mort de Christian VII en 1808, le roi Frédéric VI utilise le palais pour le personnel de la Cour. Dans les années 1852-1885, le ministère des Affaires étrangères occupe certaines parties du palais. Depuis 1885, il est principalement utilisé pour accueillir et divertir des invités de marque, pour des réceptions et à des fins cérémonielles. Le palais Christian VII sert aussi de résidence aux membres de la famille royale lors des phases de restauration de leur palais.

### Palais Christian VIII

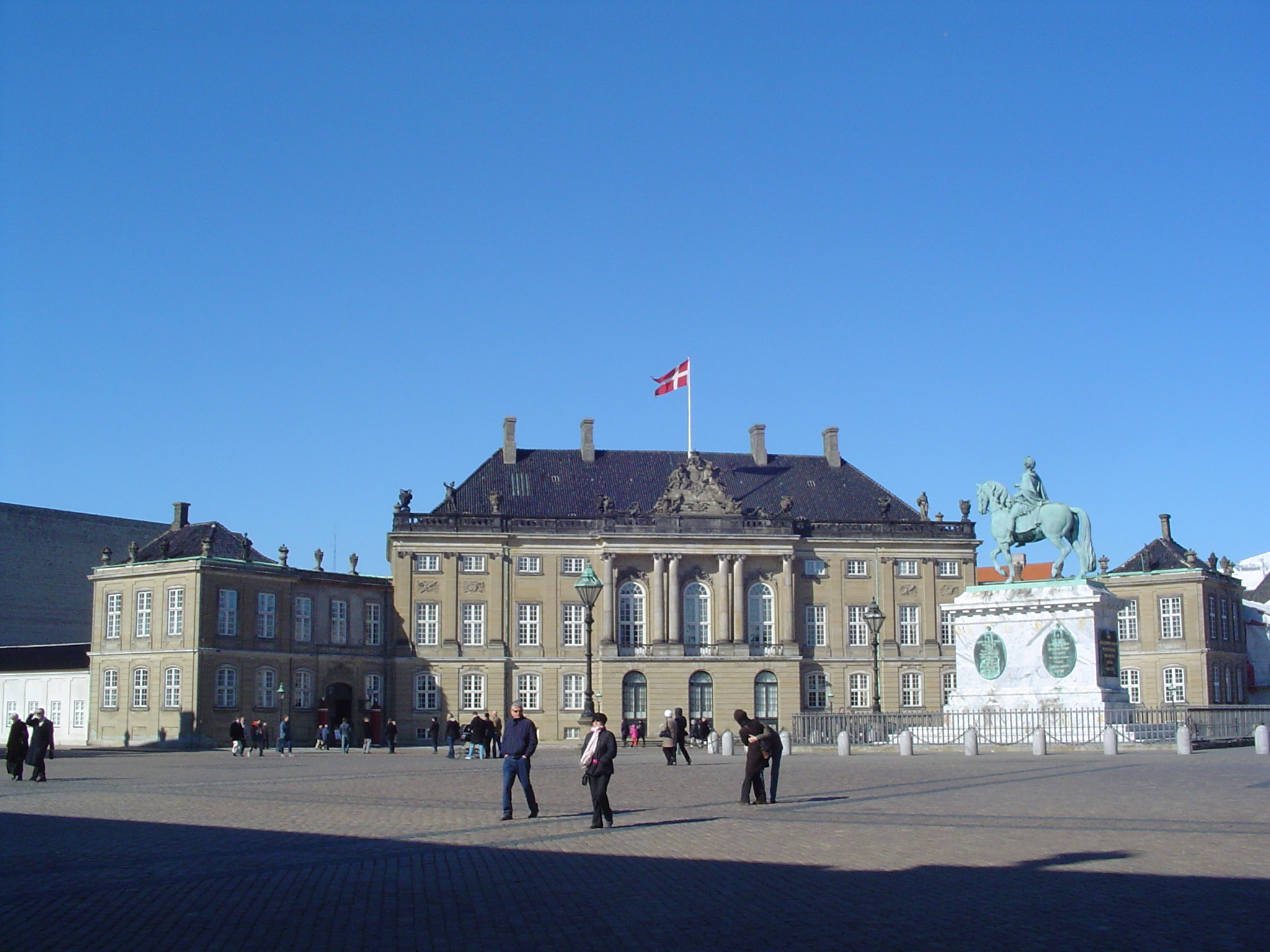
Palais Christian VIII.

Le palais Christian VIII, ou palais Levetzau, est situé au nord-ouest de la place. Le palais est initialement construit pour le comte Christian Frederik von Levetzau (da).
En 1794, le demi-frère du roi Christian VII, le prince héréditaire Frederik, achète le palais et le fait moderniser dans le style Empire français par le peintre et architecte Nikolai Abildgaard. Après sa mort en 1805, son fils, Christian Frederik, hérite du palais. Il est couronné roi Christian VIII en 1839 et donne alors son nom au palais.
De 1885 à 1898, une partie du palais est occupée par le ministère des Affaires étrangères. En 1898, le palais devient la résidence du prince héritier Christian et de son épouse la princesse Alexandrine. Après la mort du roi Christian X en 1947, son fils, le prince héritier Knud s'y installe. Dans les années 1980, le palais est restauré et devient la résidence du prince héritier Frederik jusqu'à son mariage avec la princesse héritière Mary en 2004. On y installe aussi la bibliothèque de la reine et un musée de la dynastie des Glücksborg.

### Palais Frederik VIII

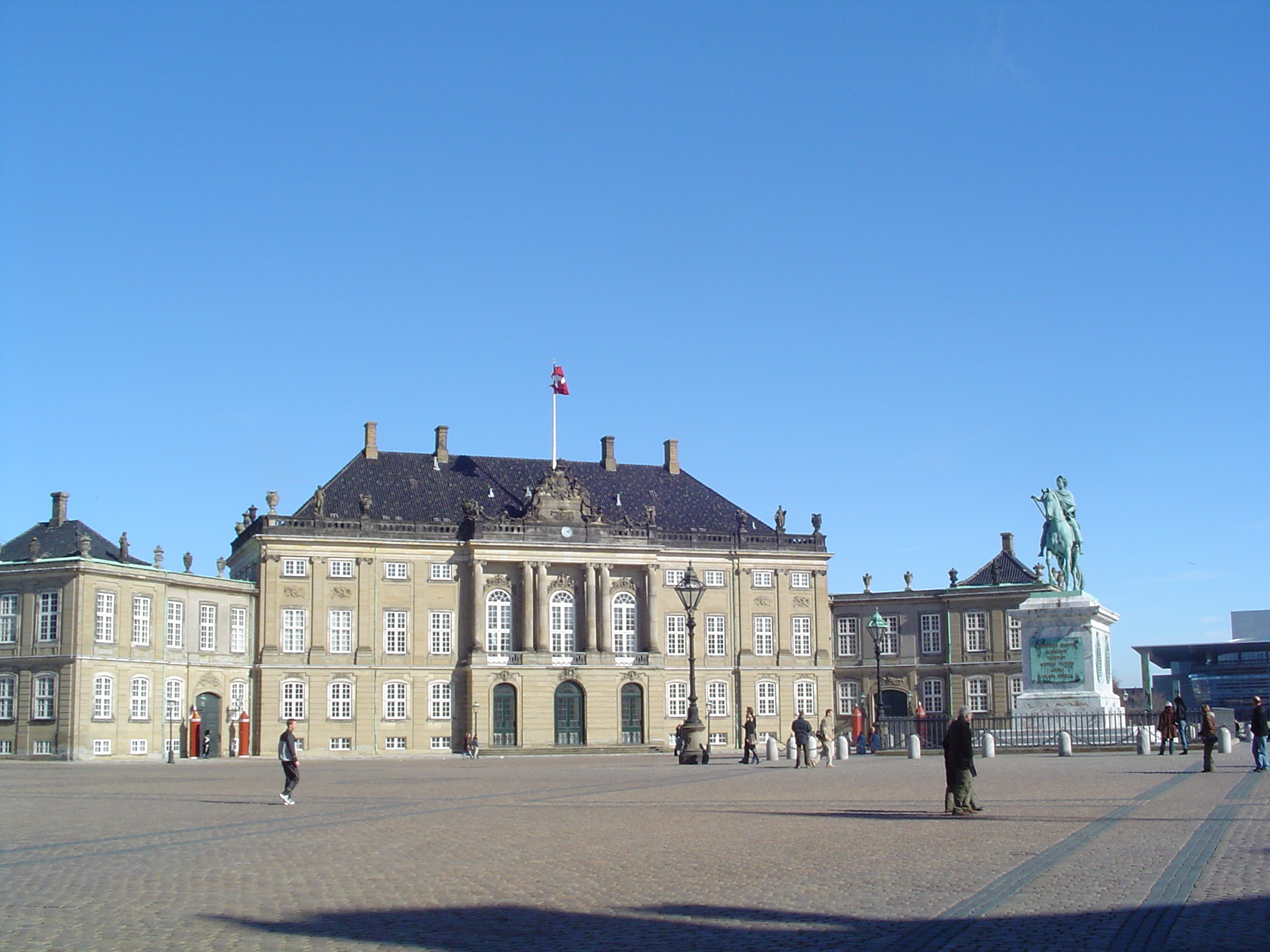
Palais Frederik VIII.

Le palais Frederik VIII, ou palais Brockdorff, est situé au nord-est de la place. Construit à l'origine pour le comte Joachim von Brockdorff (da), Adam Gottlob Moltke achète le palais en 1763 après le décès du comte.
En 1765, Moltke le vend au roi Frederick V. À partir de 1767, le palais abrite l'Académie militaire danoise, également connue sous le nom d'Académie des cadets de l'armée. En 1788, les cadets de la marine remplacent les cadets de l'armée jusqu'à ce que l'Académie déménage en 1827. L'année suivante, l'architecte Jørgen Hansen Koch rénove le palais dans un style Empire français pour le fils du roi Christian VIII, le futur roi Frédéric VII, et son épouse, la princesse Vilhelmine. Après leur divorce en 1837, le palais accueille d'autres membres de la famille royale.
En 1869, le palais devient la demeure du prince héritier Frederik et prend son nom en 1906, lorsqu'il accède au trône sous le nom de Frédérik VIII. En 1934, le palais est restauré et le futur roi Frederik IX s'y installe avec son épouse Ingrid. La reine Ingrid l'occupe jusqu'à sa mort en 2000. Depuis 2010, le palais est une résidence privée du couple héritier, Frederik et Mary,.

### Palais Christian IX

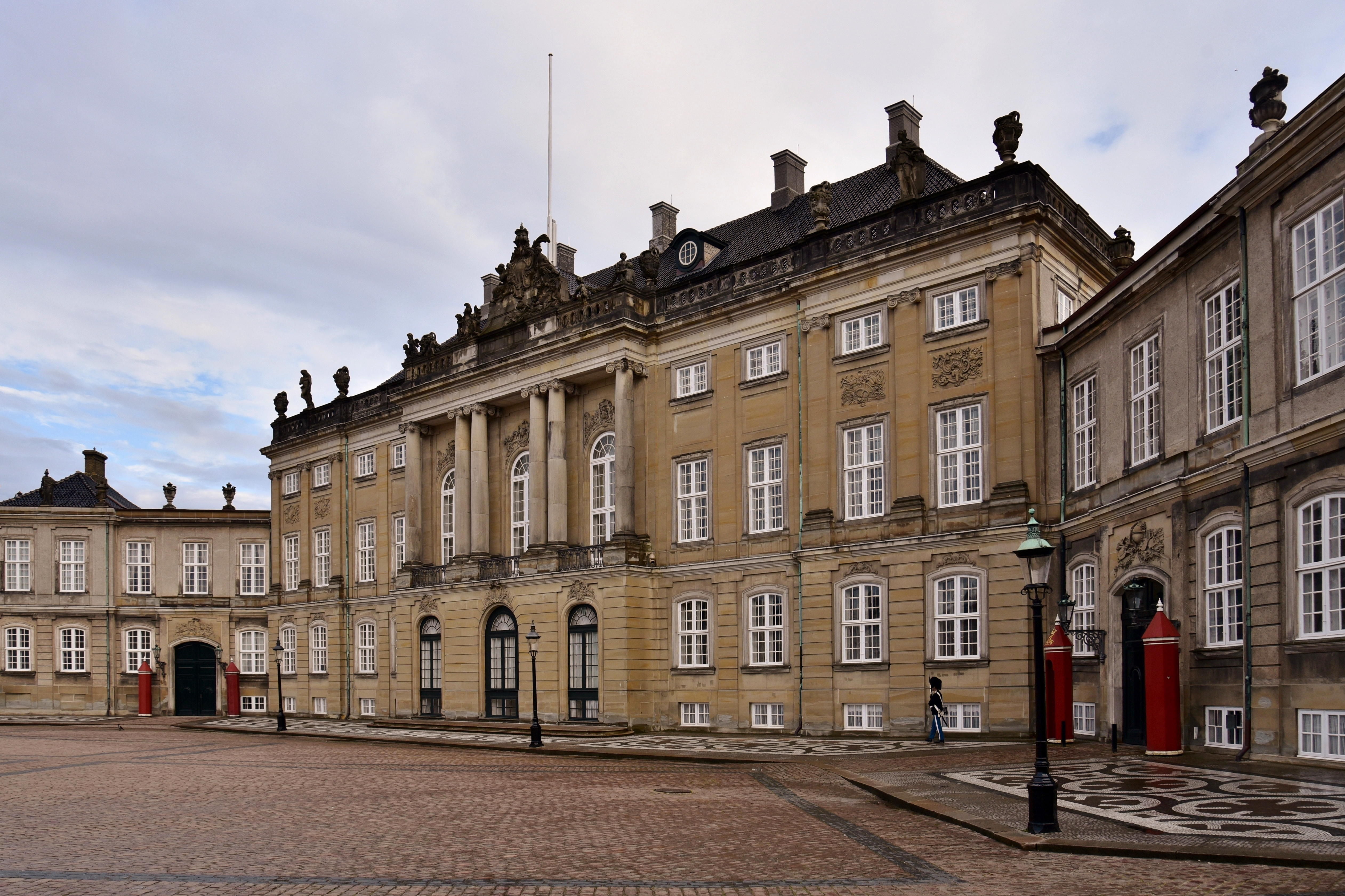
Palais Christian IX.

Le palais Christian IX, également connu sous le nom de palais Schack, est situé au sud-est de la place. Sa construction débute en 1750, supervisée par l'architecte Christian Josef Zuber (en) dans un premier temps, et plus tard par Philip de Lange (en). Commandé à l'origine par le conseiller privé Severin Løvenskjold, la construction du palais est interrompue en 1754 en raison de difficultés financières.
Le projet est ensuite repris par la comtesse Anna Sophie Schack (en), née Rantzau, et son beau-petit-fils le comte Hans Schack (en). Le 7 janvier 1757, Hans Schack épouse la comtesse Ulrikke Augusta Vilhelmine Moltke (da), fille d'Adam Gottlob Moltke qui fait appel aux meilleurs artistes et artisans pour terminer les intérieurs.
En 1794, le palais est occupé par le prince héritier Frederik, et son épouse, la princesse héritière Marie-Sophie. Après leur décès, respectivement en 1839 et 1852, le palais est utilisé par la Cour suprême et le ministère des Affaires étrangères.
Le roi Christian IX occupe ensuite le palais, qui porte aujourd'hui son nom, de 1863 à sa mort en 1906. En 1967, le palais est restauré pour la princesse héritière Margrethe et son époux, le prince Henrik. C'est aujourd'hui la résidence d'hiver de la reine Margrethe.

## Garde royale

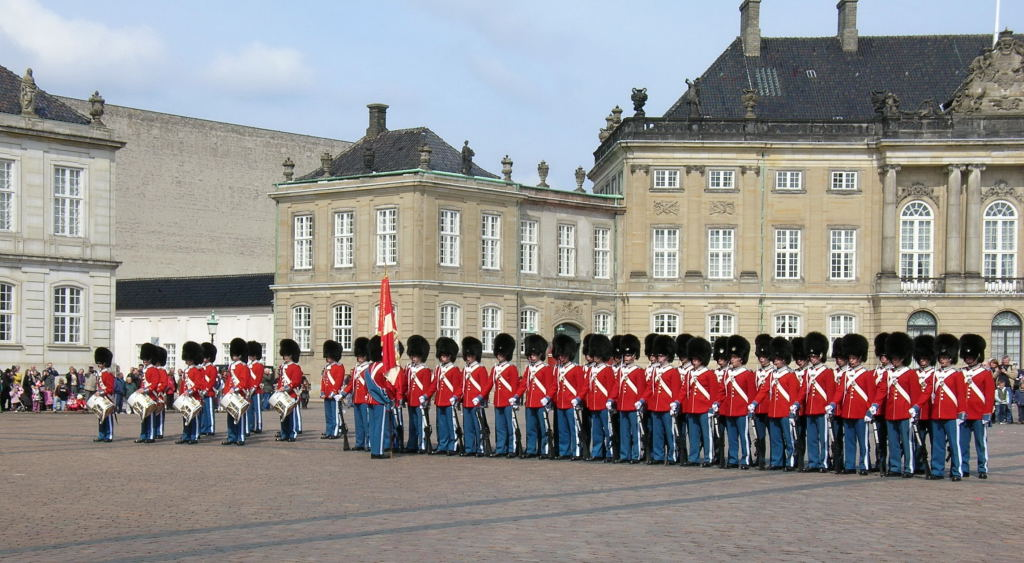
Relève de la garde à Amalienborg.

Le palais d'Amalienborg est gardé jour et nuit par la Garde royale (en). Leur uniforme est composé d'une tunique écarlate, d'un pantalon bleu et d'un bonnet à poil. La garde défile à partir du château de Rosenborg à 11 h 30 tous les jours dans les rues de Copenhague et exécute sa relève devant Amalienborg à midi. Le remplacement des postes est effectué toutes les deux heures.

## Statue équestre de Frederik V

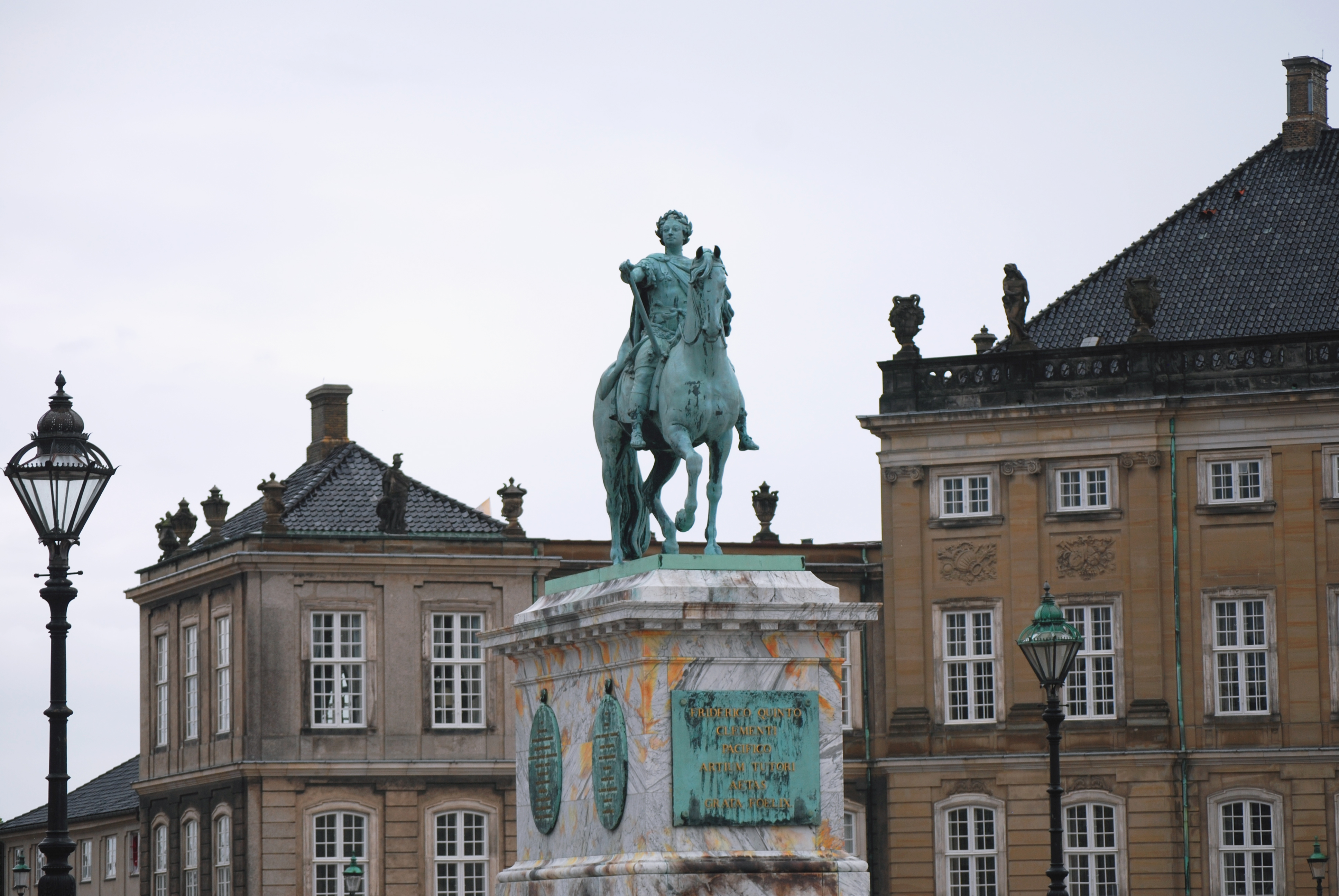
Statue équestre de Frederick V réalisée par Jacques Saly.

Au centre de la place se trouve la statue équestre (en) du roi Frederik V, commandée par Adam Gottlob Moltke, directeur de la Compagnie danoise des Indes orientales, et réalisée par le sculpteur français Jacques François Joseph Saly. Les travaux commencent en 1753 et la première pierre est posée en 1760 lors de la célébration des 100 ans de l'absolutisme politique au Danemark. La statue est dévoilée en 1771, cinq ans après la mort du roi Frederik V.

## Jardins d'Amalie

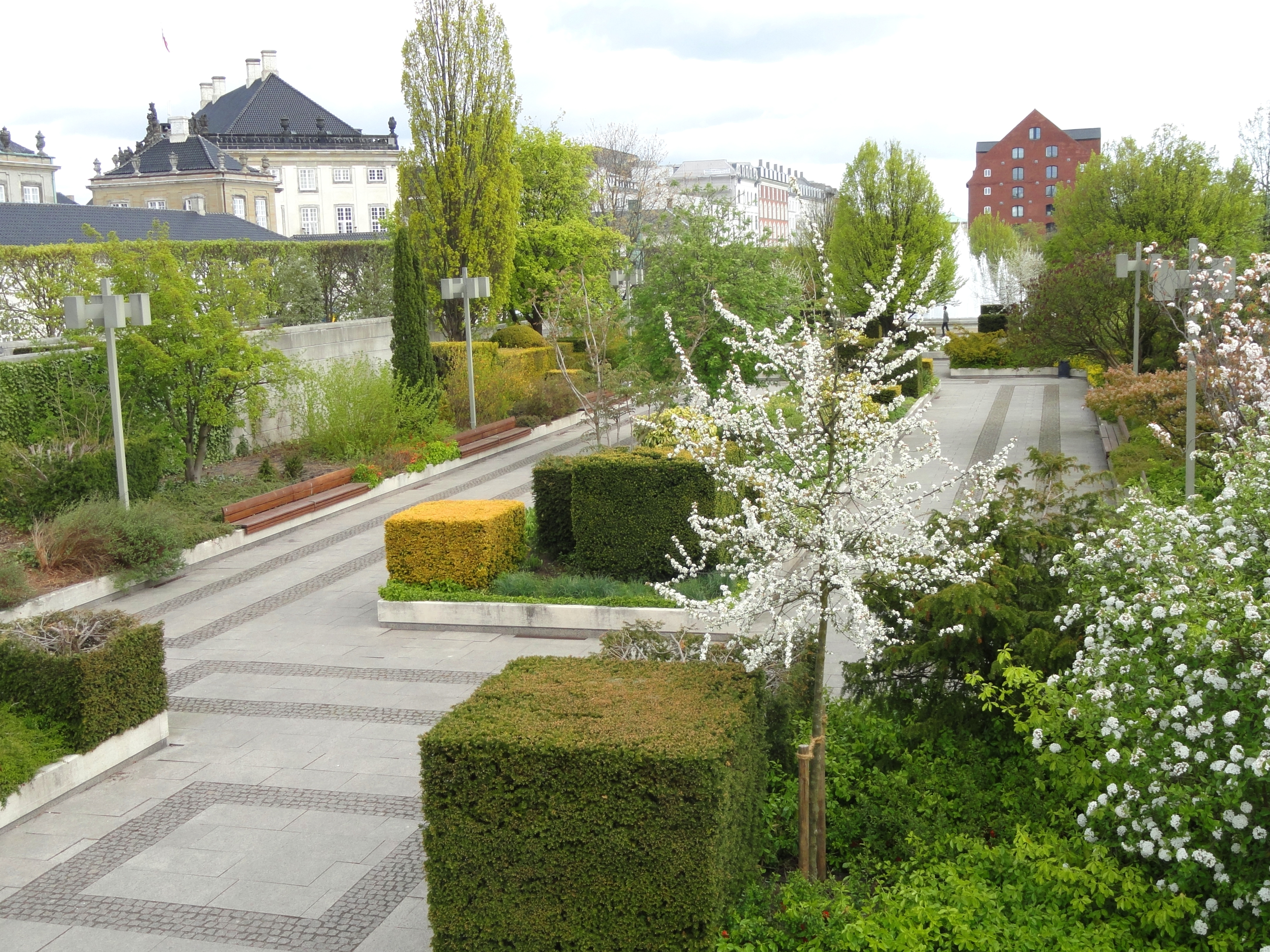
Jardins d'Amalie.

Les jardins d'Amalie (en) (danois : Amaliehaven) sont situés entre le canal Hønsebroløbet et les palais. Il s'agit d'un cadeau de la Fondation AP Møller et Chastine McKinney Møller aux citoyens de Copenhague. Le jardin à deux niveaux est imaginé par l'architecte belge Jean Delogne en 1983. On y trouve des sculptures en marbre et une fontaine centrale conçue par l'italien Arnaldo Pomodoro. Les jardins sont la propriété de l'État danois et de la municipalité de Copenhague et sont entretenus par l'agence danoise pour la culture et les palais (en).

## Discographie
- Den Konglige Livgardes Musikkorps, Marcher vol. 2 - Amalienborg, Rosenborg Recording, 1999, (ASIN B0027BAS0M)